# پدال

پویانمایی یک پدال دوچرخه.

پـِدال (یا پایدان، پایی، جاپایی، پادک، رکاب، پنجه رکاب) اهرمی است که با نیروی پای انسان به حرکت آید.
از گونه‌های پدال می‌توان از پدال گاز، پدال ترمز و پدال کلاچ در خودروها نام برد. برای خودروها قفل ویژه‌ای نیز به نام قفل پدال وجود دارد تا از دزدی خودرو جلوگیری کند.
پدال در ابزارهای گوناگون مانند چرخ خیاطی و دوچرخه هم کاربرد دارد.
به پدال دوچرخه در فارسی رکاب (از ریشه رَکَب عربی، به معنی سوار شدن) یا پایدان (در برخی لهجه‌ها مثل شیرازی) گفته می‌شود. همچنین در برخی قایق‌های تفریحی پدالهایی تعبیه شده‌است و به اینگونه قایق‌ها، قایق پدالی گفته می‌شود.
صندلی‌های پدالی در سلمانی‌ها و مطب‌های دندانپزشکی به کار می‌روند و برخی شیرهای پدالی مایعات هم در دندانپزشکی و غیره کاربرد دارند.
در صنعت نیز دستگاه‌های زیادی هستند که در بخشی از آنها پدال بکار می‌رود مانند دستگاه مینی‌یونیت در سوراخکاری.

## پدال در زری‌بافی
پدالها تخته‌های باریک و بلندی هستند که درقسمت پائین دستگاه زری‌بافی، زیر پای بافنده قرار دارند. تعداد پدالها بسته به نوع پارچه و تعداد وردهای دستگاه متغیر است. درپارچه زری چهار پدال برای کشیدن چهار ورد و یک پدال برای عوض کردن کارت ژاکارد استفاده می‌شود. با پائین بردن هریک از پدالها به وسیله فشار پا گروه معینی از تارها بالا کشیده می‌شوند تا پود از آنها عبور کند.

## پدال در سازهای موسیقی
برخی ابزار موسیقی مانند پیانو و ارگ و گهگاه چنگ، سنتور، ویبرافون و سینتی سایزر هم دارای پدال برای تغییر در صدا هستند. برای تأثیری که این پدالها در نوا می‌گذارند در فارسی اصطلاح «واخوان» به کار رفته‌است. پدال را در سنتور برای جلوگیری از شکست هارمونیکی به کار می‌برند.
اکثر پیانوها دارای سه پدال و برخی از آنها دارای دو پدال هستند. پدال سمت راست پدال نگهدارنده خوانده می‌شود. فشار دادن این پدال به طرف پایین موجب می‌شود تا خفه کن‌های نمدی عقب بروند و از سیم دور شوند؛ بنابراین حتی پس از برداشتن انگشت از روی شستی پیانو نیز آوای نتها به علت ادامه ارتعاش سیمها تداوم می‌یابد. عقب رفتن خفه کن‌های نمدی موجب آزادی ارتعاش همه سیمها می‌شود و در نتیجه صدای قویتری به گوش می‌رسد.
پدال سمت چپ یا پدال نرم برای کاهش یا نرم کردن صدا به کار می‌رود. در پیانوهای عمودی و برخی از پیانوهای بزرگ فشار دادن این پدال به سمت پایین موجب می‌شود چکشهای نمدی پیانو به سیمها نزدیکتر شوند. کاهش فاصله چکش و سیم باعث می‌شود که صدای حاصل شدت کمتری داشته باشد. در اکثر پیانوهای بزرگ، استفاده از پدال نرم، موجب می‌شود تا ردیف چکشها به یک سو حرکت کنند و در نتیجه چکش به جای سه سیم تنها بر دو سیم ضربه بزند و صدای کمتری ایجاد شود.
پدال میانی در بسیاری از پیانوهای امروزی به قابلیت اجرایی موسیقی می‌افزاید و در مواردی برای نوازنده در حکم دست سوم او عمل می‌کند. در پیانوهای غیر حرفه‌ای، با فشار دادن این پدال، یک قطعه پارچه نسبتاً ضخیم، میان چکشها و سیمها قرار می‌گیرد و شدت صدا را زیاد می‌کند.

## ترکیبات با واژه پدال
- پدال زدن (در قایق پدالی و صندلی پدالی و غیره)
- فشردن پدال (با پا) (در خودرو و غیره)
- تأخیر پدال (در موسیقی)
- پدالی
- پدال‌شکل (صفتی که برای اندام برخی از جانداران مانند پرتاران به کار می‌رود).
- لقی یا گرفتگی پدال (در خودرو)

## نگارخانه

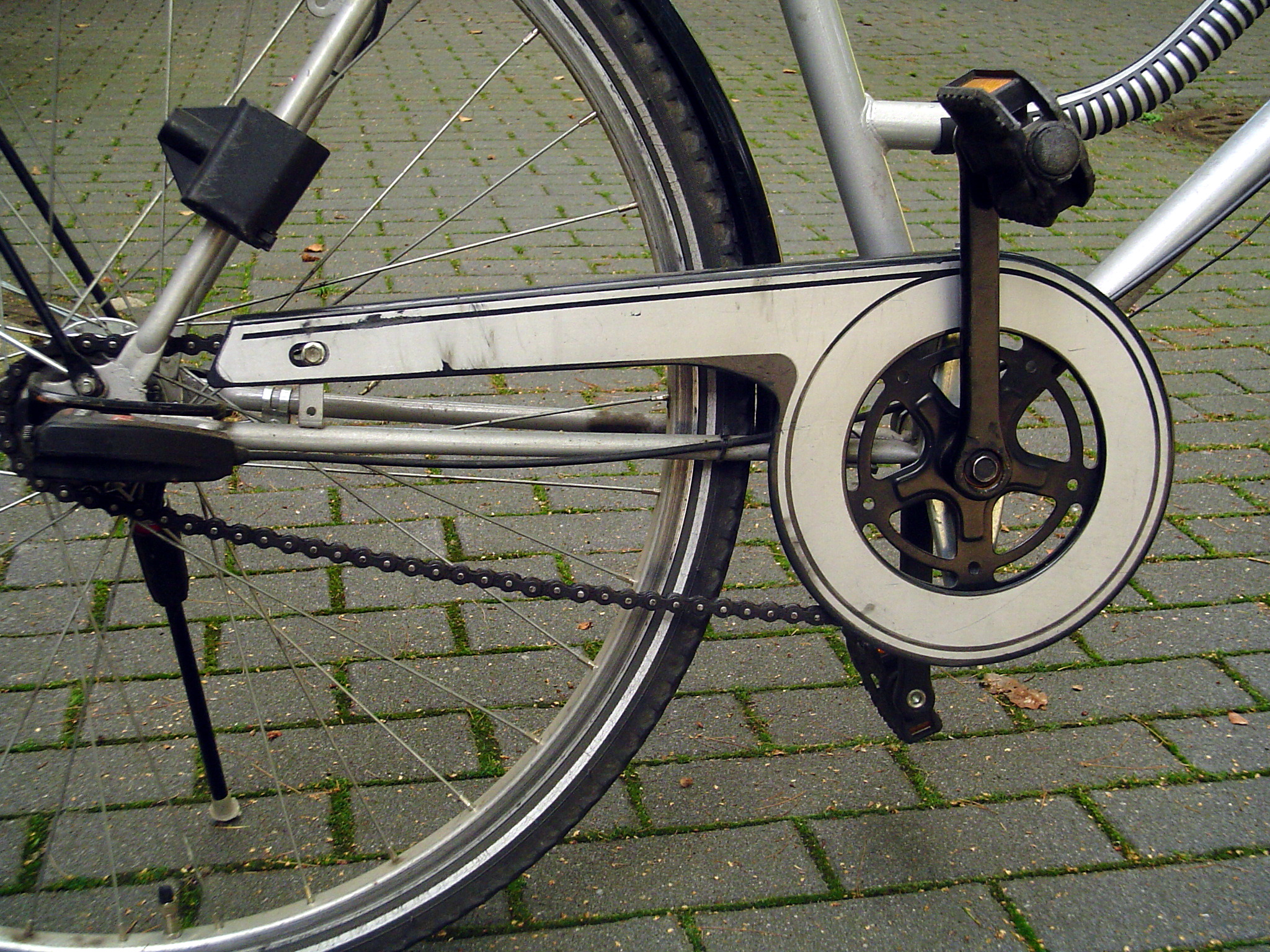
پدال دوچرخه